# Walt Disney World Speedway
La Walt Disney World Speedway ou Disney's Speedway était une piste ovale de course automobile. En 1997 et 1998, elle accueillie la NASCAR Craftsman Truck Series, gagnés respectivement par Joe Ruttman et Ron Hornaday. Elle a surtout aussi accueilli, vers la fin des années 1990, des courses d'Indy Racing League.

## Historique

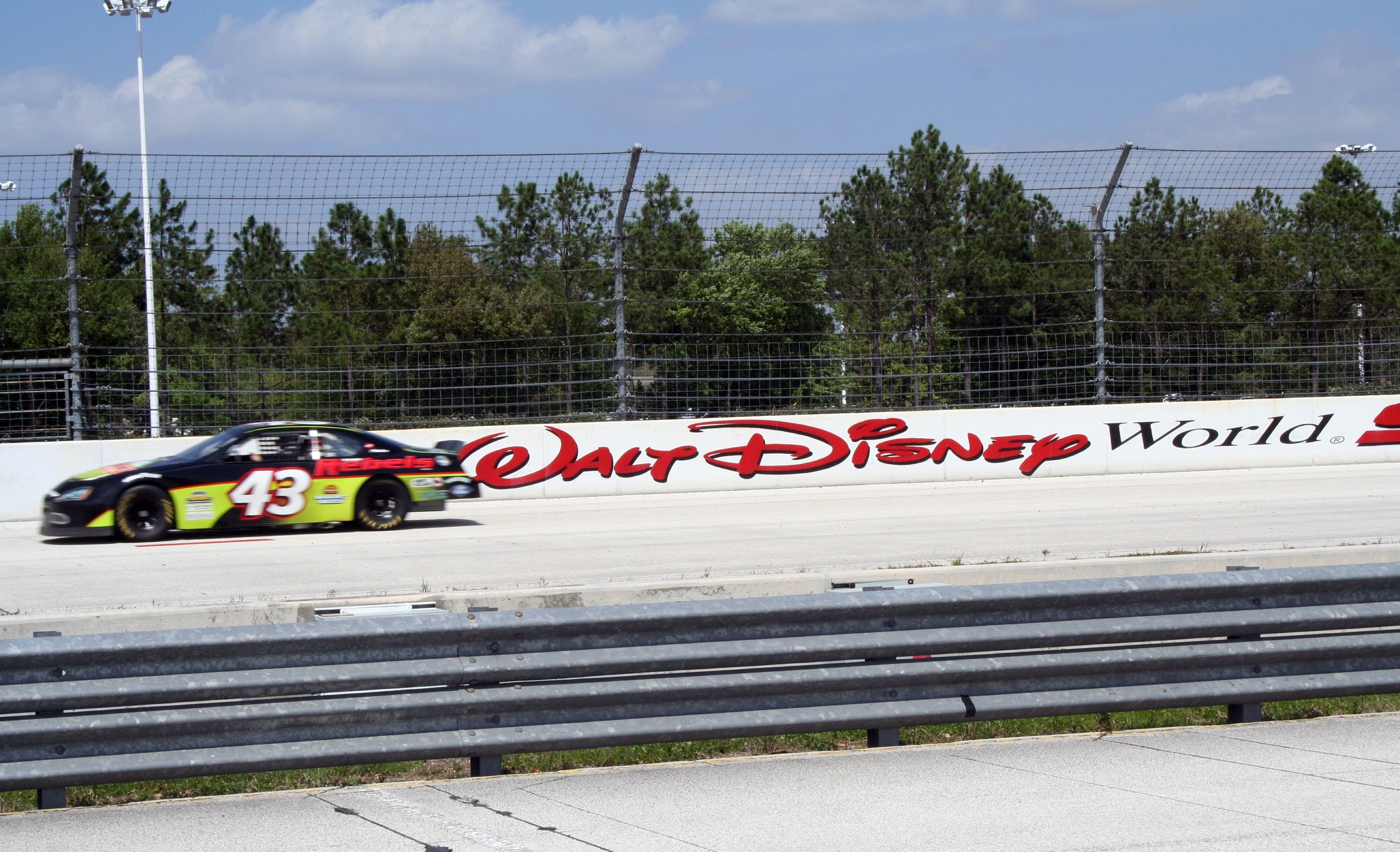
2010

En janvier 1995 Jack Long, le nouveau président de la fédération d'Indy Car, annonce la création d'un nouveau circuit. Le 6 juin, les travaux commencèrent à Walt Disney World Resort sur une partie du parking du Magic Kingdom situé au sud du Seven Seas Lagoon.
Le 28 novembre 1995, la piste d'un mile est inaugurée.
Du 27 novembre au 9 décembre 1995 les sessions finales d'essai sont organisées. Le 27 janvier 1996 la première course d'Indy Racing League s'achève par la victoire de Buzz Calkins
Le 16 juin 2015, Disney World annonce la destruction du speedway pour agrandir le parking du Magic Kingdom.

## Le circuit
La piste a été construite par IMS Events, une filiale de l'Indianapolis Motor Speedway.
Le circuit est typique de ce type de course : un ovale, les stands se trouvent au centre et le long de la piste. Un gradin a été construit en partie sur le parking dédié au Magic Kingdom. Ce dernier sert dorénavant pour le parc à thème et les événements sportifs.
Fait insolite, le réservoir d'eau pour la sécurité incendie qui occupe une partie du centre de l'ovale prend ici la forme de la silhouette de Mickey Mouse.
La piste est un triple-ovale de 1 mile (1,609 km) avec des voies larges de 16 m en ligne droite et 20 m en virage.
- Première ligne droite : 303 m
- Virage 1 : 331 m et inclinaison à 10°
- Ligne droite centrale : 190 m
- Virage 2 : 313 m et inclinaison à 8,5 °
- Dernière ligne droite : 64 m
- Virage 3 : 125 m et inclinaison à 7°
- Courbe en épingle : 81 m

## Richard Petty Driving Experience
Richard Petty, célèbre pilote de NASCAR, a décidé de monter en 1997 une école de conduite sur circuit sur la piste du Disney's Speedway. Il l'exploite en collaboration avec Disney.
D'après la publicité fournie par cette école, "Il est possible de conduire et/ou de découvrir les sensations ressenties par les pilotes d'Indy Car".
Le 27 mars 2015, Disney annonce la fermeture définitive de Richard Petty Driving Experience pour le 9 août 2015.